# Янгіобод (станція метро)
41°15′20″ пн. ш. 69°21′29″ сх. д. / 41.25556° пн. ш. 69.35806° сх. д.
Янгіобод (узб. Yangiobod) — станція першої черги Кільцевої лінії Ташкентського метрополітену, «Дустлік-2» — «Куйлюк». Розташована між станціями «Рохат» і «Куйлюк».

## Історія
Будівництво станції розпочали 1 жовтня 2017 року у складі першої черги Кільцевої лінії (Дустлік-2 - Куйлюк). Розташована в Яшнабадському районі на розі Ташкентської кільцевої автомобільної дороги з вул. Таларік.
Роботи з будівництва станції були завершені 3 лютого 2020. Станція введена в експлуатацію 30 серпня 2020.

## Конструкція
Естакадна станція крита з однією прямою острівною платформою.

## Пересадки
- Автобуси: 30, 54, 104, 117, 119, 155.